# Огненные вёрсты
«О́гненные вёрсты» — советский художественный полнометражный цветной фильм снятый режиссёром Самсоном Самсоновым на киностудии «Мосфильм» в 1957 году.
Премьера фильма в СССР состоялась 1 ноября 1957 года.

## Сюжет
Эпоха Гражданской войны в России: «Юденич у Петрограда, рядом Деникин» (1919 год). В поезде объявляется странный солдат (Владимир Кенигсон), который защищает девушку (Маргарита Володина) от грабителей. В другой сцене престарелый доктор обращается к усатому военному в портупее (чекист Заврагин), спрашивая большевик ли он. Тот отвечает утвердительно и идёт к смертельно раненному комиссару, который сообщает конфиденциальную информацию о готовящемся мятеже среди военспецов. Тем временем поезд останавливают в степи и документы проверяет суровый матрос с пулемётными лентами поверх бушлата (Михаил Погоржельский). У молодого пассажира не выдерживают нервы: он убивает одного из патрульных и пускается наутёк, но его убивает странный солдат из первой сцены. Усатый военный в гимнастёрке и фуражке докладывает командиру патрульного отряда, что ему срочно нужно в город, чтобы предотвратить мятеж. 
Город блокирован белыми, поэтому формируется небольшая группа людей: чекист, доктор, девушка-санитарка из первой сцены, актёр императорского театра, странный солдат из первой сцены, который представился ветеринаром. Они движутся через степь на тачанке. Из географических ориентиров присутствуют только плавни. На хуторе они решаются заночевать, но под маской ветеринара скрывается белый полковник. Он убивает молодого кучера тачанки и легко ранит чекиста. Поутру за тачанкой разворачивается погоня конных казаков. Актёр погибает, а доктор получает тяжёлое ранение. Тем не менее, чекист добирается до города и мятеж подавляется ещё на стадии тайного собрания, проходящего под видом игры в карты. Ветеринар в одной рубашке выпрыгивает из окна и отстреливается. Но чекист убивает его у ограды из револьвера. В финальной сцене чекист обнимает в госпитале санитарку.

## В ролях
- Иван Савкин — чекист Григорий Фёдорович Заврагин
- Маргарита Володина — медсестра Катя (Катерина Гавриловна)
- Михаил Трояновский — доктор Арсений Илларионович Шелаков
- Антоний Ходурский — Константин Романович Орлинский, артист
- Владимир Кенигсон — Сергей Беклемишев, ветеринар, он же Виктор Михайлович — белый полковник, которому поручено возглавить мятеж
- Михаил Погоржельский — матрос.
- Евгений Буренков — Варёха, старик-возничий
- Виктор Степанов — Прошка, юноша-возничий
- Анатолий Осмольский — гимназист Алёша Рославлев, подручный Беклемишева
- С. Прянишников — Старик Егор, хозяин хутора
- Никита Кондратьев — Афонька, дурачок на хуторе

## Съёмочная группа
- Сценарий — Николая Фигуровского
- Постановка — Самсона Самсонова
- Оператор — Фёдор Добронравов
- Художник — Николай Маркин
- Композитор — Николай Крюков
- Текст романса — Михаила Матусовского

## Отзывы
Фильм сравнивался с американским вестерном «Дилижанс» Джона Форда (1939). Киновед Михаил Трофименков, также подчёркивающий это влияние, отмечал, что версия Самсонова снята с местным колоритом (на мотив «Яблочка») и её следует понимать с учётом советских реалий кинопроизводства 1950-х годов. По его оценке, постановщик в этом фильме «отказывается плыть по течению, к революции относится как режиссёр, а не глашатай ленинских норм: он хочет играть в вестерн и будет играть в него. Его игра настолько опережает время, что ни ортодоксы, ни романтики ленинских норм на него даже не обижаются всерьёз».
Согласно заметке в «Советской культуре», греческая пресса отмечала большой успех фильма и давала ему положительные отзывы.